# Бадредін Буанані
Бадредін Буанані (фр. Badredine Bouanani, араб. بدر الدين بوعناني; нар. 8 грудня 2004, Лілль) — французький та алжирський футболіст, нападник клубу «Ніцца».
Виступав, зокрема, за клуби «Лілль-2» та «Ніцца-2», а також національну збірну Алжиру.

## Клубна кар'єра
Народився 8 грудня 2004 року в місті Лілль. Вихованець юнацьких команд футбольних клубів «Ронкін» та «Лілль».
У дорослому футболі дебютував 2021 року виступами за команду «Лілль-2», в якій провів один сезон, взявши участь у 8 матчах чемпіонату. 7 жовтня 2021 року англійська газета The Guardian назвала його одним з 60-ти найкращих футболістів світу 2004 року народження.
Своєю грою за цю команду привернув увагу представників тренерського штабу клубу «Ніцца-2», до складу якого приєднався 2022 року. Відіграв за дублерів команди з Ніцци менше одного року своєї ігрової кар'єри. У складі другої команди «Ніцци» був одним з головних бомбардирів команди, маючи середню результативність на рівні 0,8 гола за гру першості. У тому ж році дебютував за головну команду «Ніцци» приєднався 2022 року. Станом на 18 червня 2023 року відіграв за команду з Ніцци 21 матч в національному чемпіонаті.
22 жовтня 2024 року продовжив контракт з «Ніццею» до 2029 року.

## Виступи за збірні
У 2019 році дебютував у складі юнацької збірної Франції (U-16), загалом на юнацькому рівні взяв участь у 23 іграх, відзначившись 3 забитими голами.
У 2023 році дебютував в офіційних матчах у складі національної збірної Алжиру.

## Статистика виступів

### Статистика клубних виступів
| Сезон             | Команда           | Чемпіонат         | Чемпіонат | Чемпіонат | Національний кубок | Національний кубок | Національний кубок | Континентальні кубки | Континентальні кубки | Континентальні кубки | Інші змагання | Інші змагання | Інші змагання | Усього | Усього |
| Сезон             | Команда           | Ліга              | Ігор      | Голів     | Ліга               | Ігор               | Голів              | Ліга                 | Ігор                 | Голів                | Ліга          | Ігор          | Голів         | Ігор   | Голів  |
| ----------------- | ----------------- | ----------------- | --------- | --------- | ------------------ | ------------------ | ------------------ | -------------------- | -------------------- | -------------------- | ------------- | ------------- | ------------- | ------ | ------ |
| 2021–22           | «Лілль-2»         | N3                | 8         | 2         |                    | -                  | -                  |                      | -                    | -                    |               | -             | -             | 8      | 2      |
| 2022–23           | «Ніцца-2»         | N3                | 5         | 4         |                    | -                  | -                  |                      | -                    | -                    |               | -             | -             | 5      | 4      |
| 2022–23           | «Ніцца»           | Л1                | 8         | 0         | КФ                 | 1                  | 0                  | ЛК                   | 1                    | 0                    |               | -             | -             | 10     | 0      |
| Усього за кар'єру | Усього за кар'єру | Усього за кар'єру | 21        | 6         |                    | 1                  | 0                  |                      | 1                    | 0                    |               | -             | -             | 23     | 6      |

### Статистика виступів за збірну
| Дата       | Місто       | Господарі | Результат | Гості      | Турнір                                  | Голи | Примітки |
| ---------- | ----------- | --------- | --------- | ---------- | --------------------------------------- | ---- | -------- |
| 23-3-2023  | Баракі      | Алжир     | 2 – 1     | Нігер      | Відбір до Кубка африканських націй 2023 | -    | 78'      |
| 27-3-2023  | Радес       | Нігер     | 0 – 1     | Алжир      | Відбір до Кубка африканських націй 2023 | -    | 74'      |
| 18-6-2023  | Дуала       | Уганда    | 1 – 2     | Алжир      | Відбір до Кубка африканських націй 2023 | -    | 65'      |
| 7-9-2023   | Аннаба      | Алжир     | 0 – 0     | Танзанія   | Відбір до Кубка африканських націй 2023 | -    | 68'      |
| 12-10-2023 | Константіна | Алжир     | 5 – 1     | Кабо-Верде | товариський матч                        | -    | 73'      |
| Усього     |             | Матчів    | 5         |            | Голів                                   | 0    |          |